# Диме Иванов
Диме Иванов (познат под псеудонимом Димано; Неготино, 1946) — македонски је стрип-аутор.
Свој први стрип под називом "Дванаесетмината", који је радио по сценарију новинара и публицисте Мише Китановског, објавио је 1974. године у часопису Наш свет.
Као цртача, Димана карактерише изражена стрпљивост и ширина ликовног израза, а подједнако добро се сналази у цртању и реалистичког и карикатуралног стрипа. У полувековном стрипском стварању најчешће је сарађивао са сценаристима Мишом Китановским, Илијом Јордановским и Ксенофоном Угриновским, а неке стрипове је и сам потписао као сценариста.

## Признања (секција под израдом)
- Звање Витез од духа и хумора (Гашин сабор, 2018), додељују Центар за уметност стрипа Београд при Удружењу стрипских уметника Србије и Дечји културни центар Београд[2]